# Де ла Торре, Лука
Лука Даниэль де ла Торре (англ. Luca Daniel de la Torre; род. 23 мая 1998, Сан-Диего, Калифорния, США) — американский футболист, атакующий полузащитник испанского клуба «Сельта» и сборной США. Выступает на правах аренды за клуб «Сан-Диего». 

## Клубная карьера
Де ла Торре — воспитанник английского клуба «Фулхэм». В 2016 году он был включён в заявку основной команды. 9 августа в поединке Кубка лиги против «Лейтон Ориент» Лука дебютировал за клуб. 28 октября 2017 года в матче против «Болтон Уондерерс» он дебютировал в Чемпионшипе.
6 августа 2020 года де ла Торре бесплатно перешёл в нидерландский «Хераклес», подписав двухлетний контракт с опцией продления ещё на один год.
8 июля 2022 года де ла Торре подписал четырёхлетний контракт с испанской «Сельтой».

## Международная карьера
В 2015 года де ла Торре в составе сборной США до 17 лет принял участие в юношеском чемпионате мира в Чили. На турнире он сыграл в матчах против команд Нигерии, Хорватии и Чили.
В 2017 году де ла Торре в составе сборной США до 20 лет выиграл молодёжный чемпионат КОНКАКАФ в Коста-Рике. На турнире он сыграл в матчах против команд Панамы, Гаити, Мексики, Сальвадора и Гондураса. В поединке против гаитян Лука забил гол.
В том же году де ла Торре принял участие в молодёжном чемпионате мира в Южной Корее. На турнире он сыграл в матчах против команд Эквадора, Сенегала, Саудовской Аравии, Новой Зеландии и Венесуэлы. В поединке против эквадорцев Лука забил гол.
2 июня 2018 года в товарищеском матче против сборной Ирландии де ла Торре дебютировал за сборную США, заменив во втором тайме Рубио Рубина.
Был включён в состав сборной на чемпионат мира 2022.

## Достижения
Командные
США (до 20)
- Чемпион КОНКАКАФ среди молодёжных команд: 2017

США
- Победитель Лиги наций КОНКАКАФ: 2022/23[26]